# Grimonviller
Grimonviller település Franciaországban, Meurthe-et-Moselle megyében. Lakosainak száma 113 fő (2022. január 1.). Grimonviller Aboncourt, Beuvezin, Courcelles, Fécocourt és Pulney községekkel határos.

## Népesség
A település népességének változása:
| Lakosok száma | 117  | 81   | 82   | 84   | 109  | 97   | 89   | 86   | 95   | 113  |
|               | 1968 | 1982 | 1990 | 2006 | 2013 | 2015 | 2017 | 2019 | 2020 | 2022 |